# Castello di Ursprung
Il castello di Ursprung (Schloss Ursprung in tedesco) si trova nell'omonima frazione del comune austriaco di Elixhausen nel Distretto di Salzburg-Umgebung appartenente al Land Salisburghese e la sua storia come castello inizia nel XII secolo.

## Storia

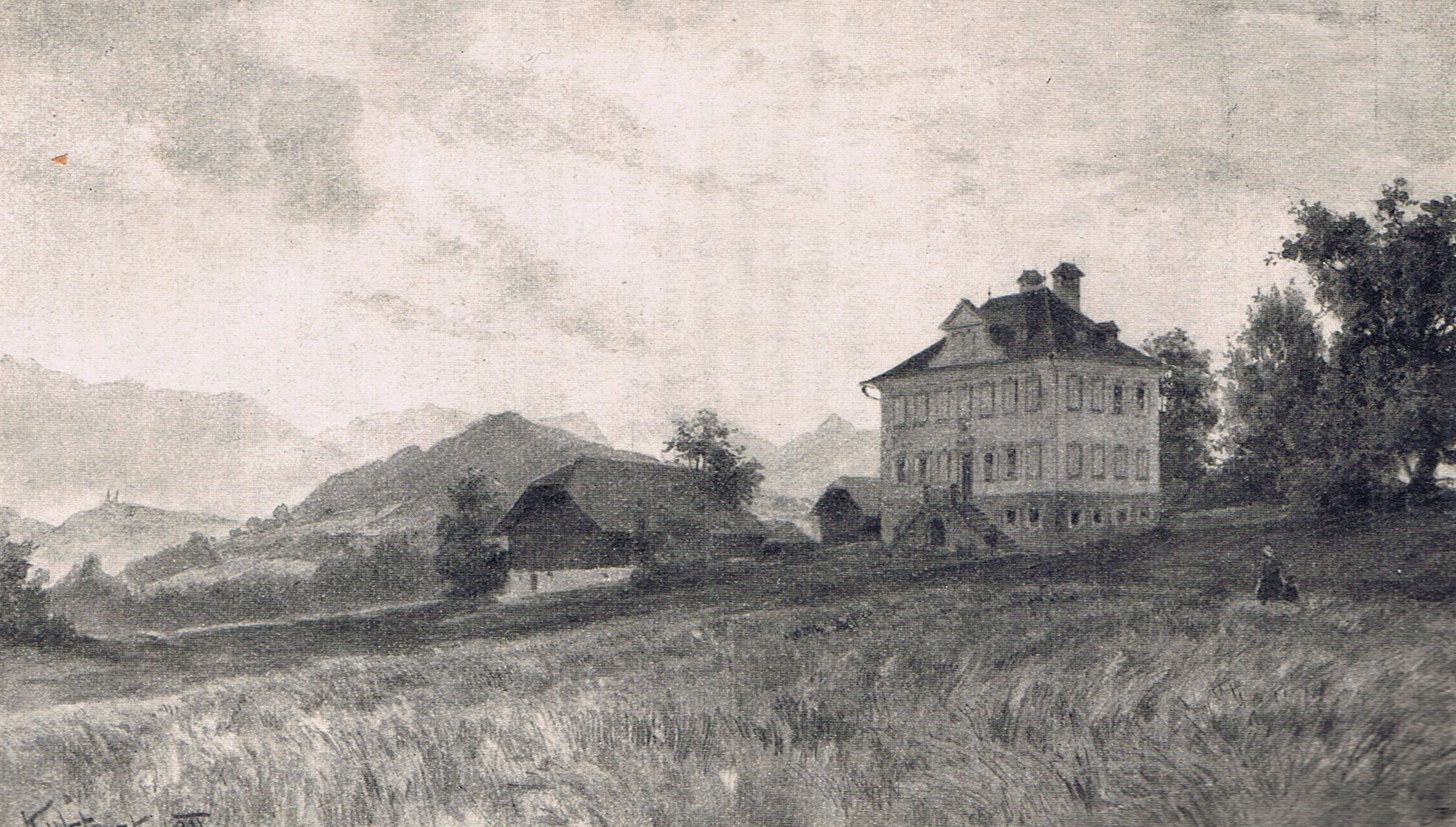
Castello di Ursprung in un disegno del 1900 circa

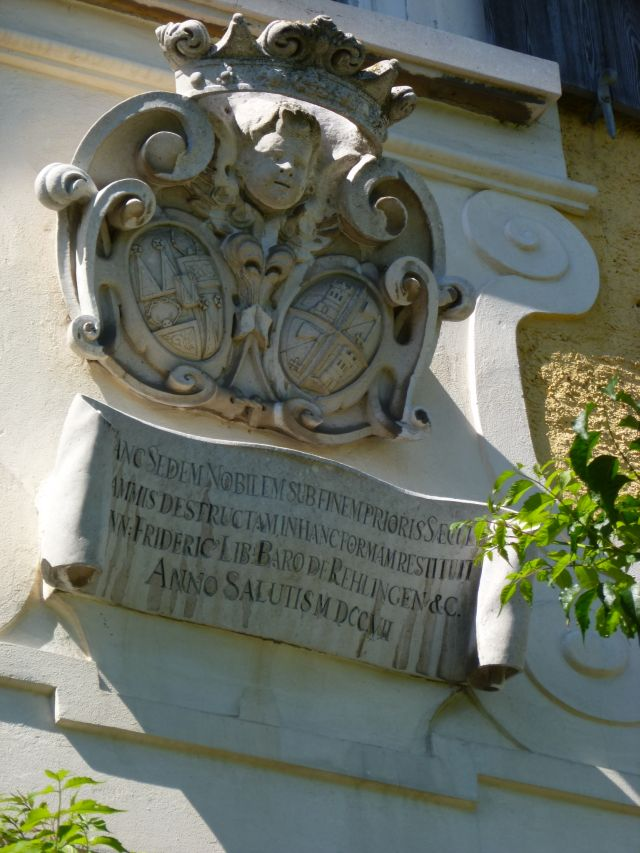
Stemma sulla facciata che ricorda il momento della sua ricostruzione

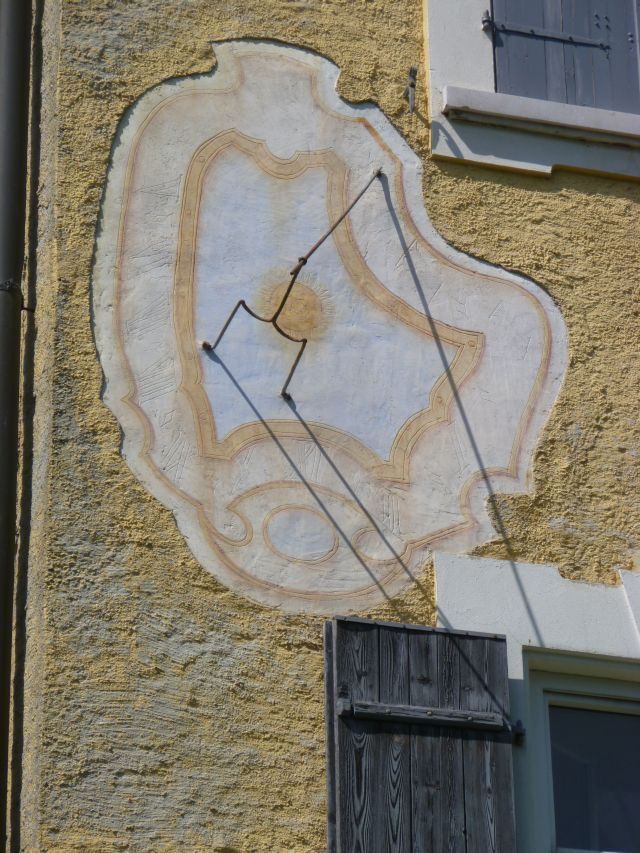
Meridiana barocca affrescata che si trova nell'angolo sud ovest

La prima citazione su documenti del castello risale al 1122 quando venne ricordato come appartenente all'arcivescovo di Salisburgo Corrado di Abensberg. Quando nel 1670 fu acquisito da Augustin Friedrich von Hegi l'edificio che vi si trovava venne ristrutturato come palazzo nobiliare e il nuovo proprietario, grazie ai diritti ottenuti, ebbe l'autorizzazione ad impiantarvi un birrificio. Nel 1686 divenne nuovo signore il barone Johann Friedrich von Rehlingen e dopo un incendio della struttura precedente, nel 1707, ricostruì il castello nelle forme che ci sono pervenute. Un doppio stemma conservato sulla facciata sovrasta la scritta in latino incisa su un nastro marmoreo che reca la data 1707 e cita il barone che ricostruì il palazzo. Circa settant'anni più tardi vi fu una disputa su chi spettasse in eredità l'edificio e alla sua conclusione venne eretta una cappella a ricordo di questa riconciliazione.
Nel 1823 il nuovo proprietario divenne Sigmund Hofmann, birrario, si interessò specialmente della fabbrica di birra che rimase in funzione sino ai primi decenni del XX secolo, quando il nuovo proprietario Josef Sigl chiuse definitivamente l'attività. Nel 1930 divenne una fattoria modello e l'antico maniero venne utilizzato come abitazione per i proprietari. Nel 1962 la struttura venne acquistata dallo Stato austriaco che lo utilizzò come sede per la scuola federale superiore per l'agricoltura di Ursprung. La fabbrica della birra e le strutture annesse in tale occasione vennero demolite.

## Descrizione
Il castello si trova a Ursprung, nella frazione del comune austriaco di Elixhausen nel Distretto di Salzburg-Umgebung appartenente al Land Salisburghese. Posto a nord-ovest del comune, sulla strada per Mattsee. L'ingresso del castello è caratterizzato dallo stemma dell'alleanza Rehlingen-Gienger e nell'angolo sud ovest si conserva una meridiana barocca affrescata. Gli interni mantengono alcuni notevoli elementi decorativi come soffitti in stucco, soffitti dipinti, carta da parati, pavimenti e stufe.

### Bene architettonico tutelato
Il castello di Ursprung in Austria è un bene sottoposto a tutela artistica col numero 11383.